# Chaetomitrium vrieseanum
Chaetomitrium vrieseanum là một loài Rêu trong họ Hookeriaceae. Loài này được Bosch & Sande Lac. mô tả khoa học đầu tiên năm 1862.